# 大光院 (愛知県南知多町)
大光院（だいこういん）は、愛知県知多郡南知多町大字日間賀島字小戸地59にある真言宗豊山派の寺院。

## 概要
山号は魚養山。本尊は大日如来。知多四国霊場第37番札所。東西に集落がある日間賀島の東集落にある。日間賀島には30以上の古墳があるが、大光院の境内には大光古墳がある。

## 歴史
神亀2年（725年）、行基によって大井（現在の愛知県知多郡南知多町大井）の医王寺が開創されると、12坊の1坊として大井に建立された。開山は弘法大師。医王寺が火災で焼失した後の建暦2年（1212年）、1山7坊の1院として三河湾の日間賀島に再建された。元禄4年（1691年）に再興された。
昭和に入ってからは無住の時期が長く、太平洋戦争後にはかなり荒廃した。1971年（昭和46年）に若山住職が入って再興し、1975年（昭和50年）には巡拝者や島民などの浄財、青年団の労働奉仕を受けて本堂を新築した。1980年（昭和55年）には大塚卯三郎の石像と顕彰碑が建立された。別堂には金毘羅大権現が祀られ、海上安全の守護となっている。

## 現地情報
所在地
愛知県知多郡南知多町大字日間賀島字小戸地59